# Jonas Nordmeyer
Johann Jonas Nordmeyer (* 9. Dezember 1805 in Freienhagen; † 22. Oktober 1874 ebenda) war ein deutscher Landwirt, Bürgermeister und Politiker.

## Leben
Nordmeyer war der Sohn des Landwirts Johann Adam Nordmeyer (* 26. September 1779 in Freienhagen; † 2. September 1830 ebenda) und dessen Ehefrau Maria Christina geborene Schluckebier (* 30. November 1780 in Freienhagen; † 4. Juni 1846 ebenda). Er war evangelisch und heiratete am 12. Mai 1833 in Freienhagen Marie Elisabeth Göbel (* 1. April 1810 in Elleringhausen; † 16. Oktober 1864 in Freienhagen), die Tochter des Landwirts und Richters Johann(es) Friedrich Göbel (* 2. November 1780 in Elleringhausen; † 18. Oktober 1837 ebenda) und der Clara Elisabeth geborene Meier (Meyer) (* 10. Mai 1784 in Elleringhausen; † 14. September 1838 ebenda).
Nordmeyer war Ackermann in Freienhagen. 1845 wurde er Pfennigmeister und von 1847 bis 1850 und von 1856 bis 1861 Bürgermeister seiner Heimatstadt. Vom 1. Oktober 1847 bis zum 14. Juni 1848 war er Mitglied des Landstandes des Fürstentums Waldeck.